# Anneville-en-Saire

Anneville-en-Saire este o comună în departamentul Manche, Franța. În 1 ianuarie 2022 avea o populație de 376 de locuitori.